# Bloeistraat 11
 (juillet 2025).
Pour plus de détails, voir Fiche technique et Distribution.
Bloeistraat 11 est un film d'animation belgo-néerlandais de court métrage réalisé par Nienke Deutz et sorti en 2018.

## Fiche technique
- Titre : Bloeistraat 11
- Traduction du titre : 11 rue des Fleurs
- Réalisation : Nienke Deutz
- Scénario : Nienke Deutz
- Animation : Jasmine Elsen, Sara Rathé, Stefan Vermeulen, Digna Van der Put, Nienke Deutz et Martina Svojiková
- Montage : Nienke Deutz
- Musique : Frederik Van de Moortel
- Producteur : Annemie Degryse, Esther Bannenberg, Géraldine Sprimont, Annemiek Van der Hell, Ben Tesseur et Steven de Beul
- Production : Lunanime BVBA, Need Productions, Windmill Film et Beast Animation
- Distribution : Lumière Publishing NV
- Pays d'origine :  Belgique et  Pays-Bas
- Durée : 9 minutes 41
- Dates de sortie :
  - France : 11 juin 2018 (FIFA 2018)

## Distribution
- Eva Schram

## Distinctions
Il remporte : 
- le Cristal du meilleur court métrage et le prix Festivals Connexion à l'édition 2018 du festival international du film d'animation d'Annecy ;
- le Prix animation au Festival international du film d'Aubagne - Music & Cinema 2019[1].